# 소마 나카무라번
소마 나카무라번(일본어: 相馬中村藩 소마나카무라한[*])은 일본 에도 시대의 번 중 하나로, 지금의 후쿠시마현 하마도리 북부에 위치했다. 번주을 따서 소마번(일본어: 相馬藩), 본거지를 따서 나카무라번(일본어: 中村藩)라고도하지만 다른 "나카무라 번"과 구별 할 때 소마 나카무라번 또는 무쓰 나카무라번(일본어:  陸奥中村藩)이라 한다.
거성은 나카무라성이며, 현재 소마시 나카무라 지구에 있다. 성립에서 소멸까지 번주는 소마 가문이었다. 가격(家格)은 야나기노마(柳間)급 도자마 다이묘였고, 나중에 데이칸노마(帝鑑間)급 후다이 다이묘가 되었다. 공식 고쿠다카는 6만 석이었고, 막부 말기 기준 실제 고쿠다카는 약 9만 7천 석에 이르렀다.

## 번의 역사
소마 가문은 가마쿠라 시대부터 무쓰국 나메카타 군과 우다 군에 이주하여 메이지 시대에 이르기까지 오랫동안 그 지역을 통치했으나, 에도 시대 초기에 한때 위기를 맞이하였다.
1600년, 세키가하라 전투 당시 소마 가문의 당주 소마 요시타네는 중립을 고수하였다. 이시다 미쓰나리와의 연관도 있었고, 서군(西軍)인 사타케 가문과도 인척관계에 있었기 때문이다. 하지만 이로 인해 도쿠가와 이에야스는 소마 가문을 서군으로 간주하고 1602년, 사타케 가문과 함께 그 영지를 몰수하였다. 구보타 번으로 옮겨간 사타케 요시노부는 소마 가문에게 아키타의 1만 석 영지를 제공하며 옮겨올 것을 권유하였으나, 요시타네의 아들 소마 도시타네는 '지금, 집안을 보전하고 배고픔과 추위를 면하자고 사타케의 밑으로 들어가 가문의 이름을 더럽히는 것은 한심한 일'이라며 에도로 직접 찾아가 영지 몰수의 철회를 호소했다. 여기에 도쿠가와의 가신 혼다 마사노부의 설득이 힘을 실어주면서, 결국 요시타네는 책임을 지고 은거하며, 본래 영지는 도시타네에게 돌려주는 것으로 결론이 났다. 이리하여 소마 가문은 가까스로 그 본거지를 지켜내게 되었으니 소마 나카무라번이 이로써 성립되었다.
초대 번주 도시타네와 2대 번주 요시타네 대에는 나카무라 성의 축성, 가신들의 재배치, 토지 조사 등이 이루어져 번의 체제를 갖추어나갔다. 또 이때 전통적으로 행해지던 소마 말 쫓아 축제(相馬野馬追 소마 노마오이[*]) 행사에 무예의 색채를 더하여 오늘날의 형식을 완성하였다. 덴메이 대기근 때 번은 큰 타격을 입었으며, 위기를 타개하기 위해 금지되어 있던 이민으로 호쿠리쿠 지방으로부터 받아들이기도 하였다.
5대 번주 마사타네 때 후다이격이 되었고, 7대 다카타네 때 후다이 다이묘가 되었다. 이후 막부 말기까지 후다이 다이묘로 유지되었다.
1868년 보신 전쟁에서는 나카무라 번은 남쪽 이와키타이라 번와 북쪽 센다이번 함께 오우에쓰 열번 동맹에 참가하고 메이지 정부와 적대했지만 패배했다. 보신 전쟁 후 번주 소마 씨의 나카무라 성은 메이지 정부의 "지배 거점"이되었다.

### 후 역사
1871년 폐번치현에 의해 나카무라 번은 나카무라 현되었지만, 성립 4개월 후에는 타이라 현 (구 이와키타이라 번)와 합병하여 이와사키 현(磐前県)이 성립되었다. 그러나 그 이와사키 현도 1876년에는 후쿠시마현(나카도리)와 와카마쓰 현(아이즈)와 합병 당하고, 후쿠시마 현의 일부가되었다.
이러한 보신 전쟁의 혼란은 현재도 남아있어 1876년 후쿠시마 현의 성립 이후 구 나카무라 번은 후쿠시마시의 후쿠시마 현청에서 냉대를 계속 받고 교통망 정비도 늦어, 2011년에는 후쿠시마 제1원자력 발전소 사고의 발생지가 되었다. 그리고 교통망 정비 지연 영향으로 원자력 발전소 사고 출입 금지 구역의 피난 사무소는, 번 정부 소재지였던 나카무라 (소마시)가 아니라 나카무라 번 이외의 번 정부 소재지였던 타이라 (이와키시)와 아이즈와카마쓰와 니혼마쓰 (나카도리) 등에 위치하고 있다. 나카무라와 마찬가지로 하마도리과의 관계가 깊은 미토 (이바라키현 북부)와 센다이 (미야기현 남부)에도 피난 사무소가 없다.

## 역대 번주
1. 소마 도시타네(相馬利胤) 재위 1602년 ~ 1625년
2. 소마 요시타네(相馬義胤) 재위 1625년 ~ 1651년
3. 소마 다다타네(相馬忠胤) 재위 1651년 ~ 1673년
4. 소마 사다타네(相馬貞胤) 재위 1673년 ~ 1679년
5. 소마 마사타네(相馬昌胤) 재위 1679년 ~ 1701년
6. 소마 노부타네(相馬叙胤) 재위 1701년 ~ 1709년
7. 소마 다카타네(相馬尊胤) 재위 1709년 ~ 1765년
8. 소마 모로타네(相馬恕胤) 재위 1765년 ~ 1783년
9. 소마 요시타네(相馬祥胤) 재위 1783년 ~ 1801년
10. 소마 무라타네(相馬樹胤) 재위 1801년 ~ 1813년
11. 소마 마스타네(相馬益胤) 재위 1813년 ~ 1835년
12. 소마 미치타네(相馬充胤) 재위 1835년 ~ 1865년
13. 소마 도모타네(相馬誠胤) 재위 1865년 ~ 1871년

## 같이 보기
- 센다이번 : 1개 북쪽 옆
- 이와키 다이라번 : 1개 남쪽 옆
- 미토번 : 2 남쪽 옆
- 후쿠시마 원자력 발전소 사고